# 福雷斯特鎮區 (密歇根州)
福雷斯特鎮區（英語：Forester Township）是位於美國密歇根州薩尼拉克縣的一個行政鎮區。

## 地方資料
福雷斯特鎮區的面積為65.50平方千米，當中陸地面積為65.40平方千米，而水域面積為0.10平方千米。根據2020年美國人口普查的數據，當地共有人口883人，而人口密度為每平方千米13.48人。